# Pennacooks
Les Pennacooks, également connus sous les noms Penacooks et Pennacocks, étaient un peuple nord-américain de la confédération Wabanaki qui habitaient principalement la vallée du fleuve Merrimack dans les États actuels du New Hampshire et du Massachusetts, ainsi que dans des parties du sud du Maine. Ils sont également parfois appelés le peuple du fleuve Merrimack. Faisant partie des peuples algonquiens, ils étaient plus étroitement apparentés aux tribus d'Abénaquis de l'Ouest, du Nord et de l'Est comme les Pentagouets, les Pequawkets ou les Pawtuckets qu'à celles du Sud comme les Massachusetts ou les Wampanoags. Cette similitude était à la fois linguistique et culturelle. Cependant, pendant les débuts de la colonisation européenne, les Pennacooks étaient une grande confédération qui était politiquement distincte et en contradiction avec leurs voisins Abénaquis du Nord.

## Histoire
Une des premières tribus à rencontrer des colons européens, les Pennacooks furent décimés par les maladies introduites. Étant affaiblis, ils ont été soumis à des raids des tribus Mohawks et Micmacs, qui firent décliner leur population. Le chef Passaconaway, malgré son avantage militaire sur les colons de la Nouvelle-Angleterre, a décidé de faire la paix avec eux plutôt que de perdre encore plus de vies à cause de la guerre. La guerre du Roi Philip fit également diminuer leur population. Bien que Wonalancet (en), le chef succédant à Passaconaway, tenta de maintenir la neutralité, des bandes de l'ouest du Massachusetts ne restèrent pas neutres. Les Pennacooks ont fui vers le nord avec leurs anciens ennemis, ou vers l'ouest avec d'autres tribus, où ils ont été pourchassés et tués par des colons anglais. Ceux qui ont survécu ont rejoint les autres tribus dispersées à Schaghticoke, (aujourd'hui Schaghticoke (village), New York), sur la rive nord de la rivière Hoosic. Ceux qui ont fui vers le nord ont par la suite fusionné avec d'autres tribus déplacées de la Nouvelle-Angleterre et les Abénaquis. Bien que ce n'est plus une tribu distincte, beaucoup de groupes d'Abénaquis dans le New Hampshire, le Vermont et au Canada ont du sang Pennacook qui coule dans leurs veines.
Les Pennacooks cultivaient le maïs et la courge le long des rives fertiles des rivières et furent chassés vers les zones boisées, moins fertiles.
Le nom Pennacook signifie grosso modo (en se basant sur des mots apparentés abénaquis) « au bas de la colline ».